# Combes-chinolinesynthese
De Combes-chinolinesynthese is een organische reactie, waarbij aniline (1) gecondenseerd wordt met een β-diketon (2) tot een Schiff-base (3), die daaropvolgend met zwavelzuur wordt behandeld tot het overeenkomstige chinolinederivaat (4):
Zwavelzuur dient als zure katalysator voor de ringsluiting.